# Foodia
Foodia var från 1969 till början av 1990-talet ett svenskt livsmedelsföretag, ägt av Kooperativa förbundet. Huvudkontoret och  den största fabriken låg i Staffanstorp, med mindre fabriker i Åstorp, Lysekil och Ellös.

## Historik

### Bildandet
Under 1960-talet började KF projektera en ny livsmedelsfabrik sedan man funnit att den existerande fabriken i Åstorp inte lämpade sig för expansion. Staffanstorp valdes för etablering av en ny fabrik 1966.
Som ett led i koncentrering av tillverkning till den nya fabriken meddelade KF under 1968 att ett flertal verksamheter skulle föras samman i ett bolag. Dessa verksamheter var Björnekulla fruktindustri, Bergsjö fruktindustri, Grisslehamns fiskförädling i Roslagen, Malmö konservfabrik, Skandiakonserv i Lysekil och Ellös samt KF:s produktion av färdiglagad frysmat i Helsingborg. Bolaget bildades under namnet Foodia den 1 juli 1969. Inledningsvis låg huvudkontoret vid Björnekullas anläggning i Åstorp. Kjell Nihlberg var företagets första vd. Han efterträddes av Åke Zetterström 1971.
Tjänstemännen flyttade till Staffanstorp i augusti 1971 och fabriken där kunde öppnas 1972. Fabriken innehöll utsmyckningar av Pär Andersson.
Mycket av produktionen från existerande fabriker koncentrerades i Staffanstorp. Foodia valde dock att ha kvar en fabrik i Åstorp. Även Skandiakonservs fabriker i Lysekil och Ellös blev kvar. Grisslehamns fiskförädling lade ner redan 1969, medan verksamheten i Malmö, Helsingborg och Bergsjö avvecklades under 1972.

### 1980-talet
Foodias produkter såldes under lång tid inte under eget namn. Inledningsvis användes KF:s varumärke Winner. Från slutet av 1980 samlades KF:s egenproducerade varor, inklusive de från Foodia, under namnet Coop. År 1986 valde man dock att lämna namnet Coop. Istället för en återgång till Winner började man använda namnet Foodia för företagets produkter.
År 1988 beslutades att fabriken i Ellös skulle läggas ner och produktionen flyttas till Lysekil. Fabriken i Ellös såldes dock och drevs vidare.

### Försäljning och avveckling
Under senare delen av 1980-talet försökte KF sälja Foodia, men lyckades inte hitta en köpare som var villig att ta över hela företaget. År 1991 flyttades Foodias produktionsenheter till separata bolag: Björnekulla Industrier i Åstorp, Skandiakonserv i Lysekil och Foodia Fisk i Karlskrona.
Under 1991 sålde KF även fabriken i Staffanstorp till Toppfrys. KF behöll en andel i det sammanslagna bolaget, men sålde den ganska snart. Den 1 oktober 1992 stängde fabriken i Staffanstorp efter att ha varit i drift i tjugo år.
Skandiakonserv såldes 1994 och Björnekulla såldes 1995. Foodia Fisk såldes 1997.